# خفاش الماص
خفاش الماص (الاسم العلمي: Myzopoda)، جنس حيوان من رتبة الخفاشيات وهو الجنس الوحيد في فصيلته ويضم نوعين. متوطن حاليًا في مدغشقر. ومع ذلك، تشير الاكتشافات الحفرية إلى أن الفصيلة لديها نسب قديم في أفريقيا، وتمتد من العصر البليستوسيني إلى زمن متأخر مثل عصر الإيوسين.